# Władysław Grodecki

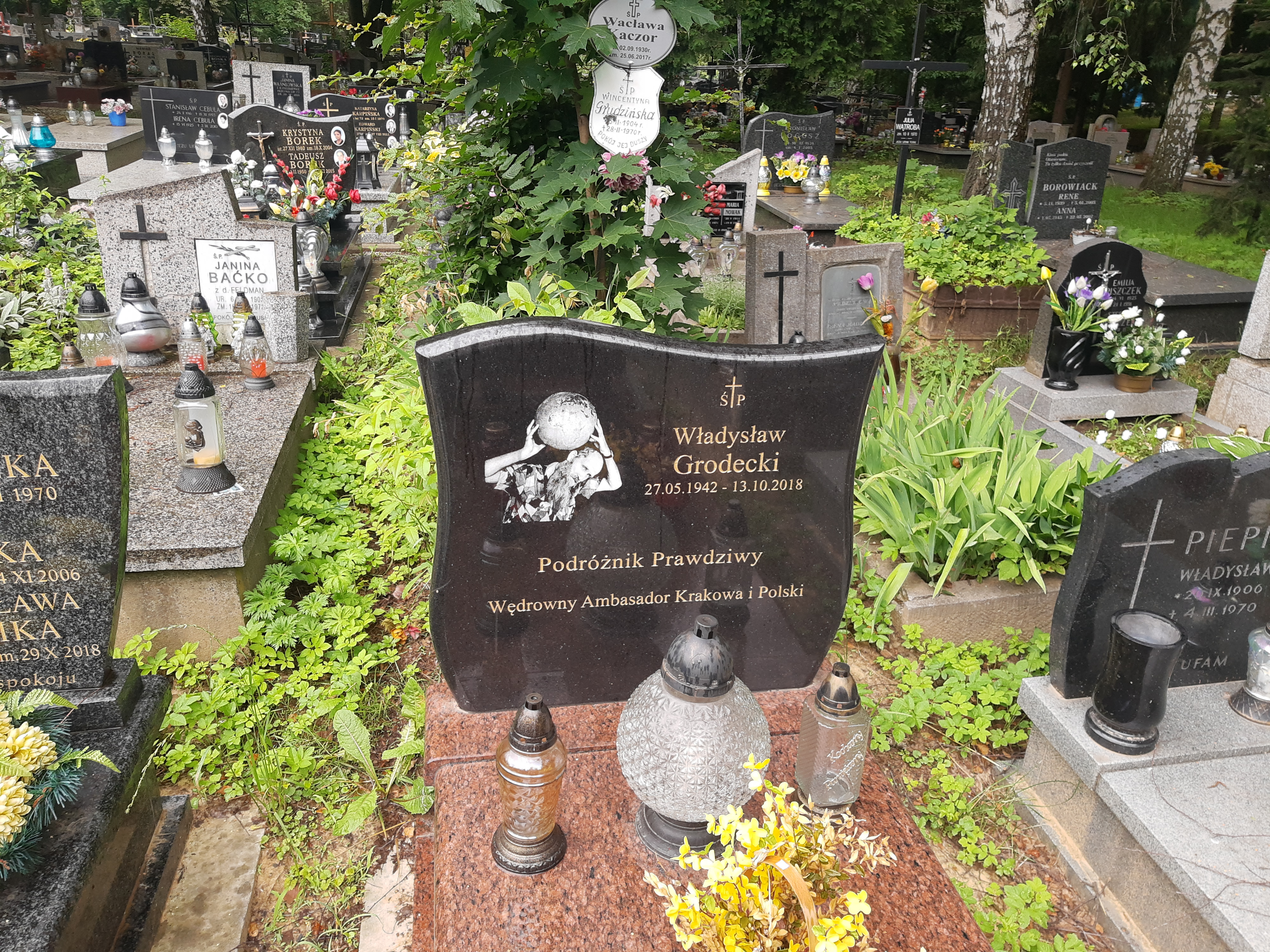
Grób Władysława Grodeckiego na Cmentarzu Prądnik Czerwony

Władysław Grodecki (ur. 27 maja 1942 w Brzeźnicy Dębickiej, zm. 13 października 2018 w Krakowie) – polski podróżnik, przewodnik, z wykształcenia mgr inż. geodeta. Głównym celem jego wędrówek było poszukiwanie śladów Polaków oraz odkrywanie ich historii. Dzięki swoim zasługom w promowaniu polskiej kultury za granicą nazywany był „Wędrownym Ambasadorem”. Odbył ponad 100 wypraw zagranicznych, w tym trzy samotne wyprawy dookoła świata.

## Życiorys
Władysław Grodecki urodził się w Brzeźnicy Dębickiej, leżącej pomiędzy Tarnowem a Rzeszowem. Jego ojciec, Jan, wywodził się z wielodzietnej rodziny rolniczej. Matka, Bronisława, ukończyła przedwojenne gimnazjum i to ona głównie zajmowała się wychowaniem syna. Gdy miał 12 lat, jego matka zmarła. Uczęszczał do szkoły podstawowej w Brzeźnicy, a od 1958 r. do Technikum Geodezyjnego w Jarosławiu. W 1963 r. rozpoczął studia na Politechnice Warszawskiej na Wydziale Geodezji i Kartografii. Praca magisterska pt. „Mapa panoramiczna Beskidu Niskiego”, napisana została w Katedrze Kartografii pod kierunkiem prof. Felicjana Piątkowskiego. Obronił ją 23 grudnia 1968 r., uzyskując tytuł mgr inż. kartografii.
1 lutego 1969 r. Władysław Grodecki rozpoczął pracę w Krakowskim Przedsiębiorstwie Geodezyjnym. Jego pierwszym zadaniem na stażu było wykonanie nowego pomiaru na Czerwonym Prądniku. Pracując w Przedsiębiorstwie Geodezyjno-Kartograficznym w Warszawie wyjechał na dwuletni kontrakt do Iraku. Po powrocie do Polski przez kolejne 13 lat był zatrudniony jako przewodnik miejski w Krakowskim Kole Przewodników Miejskich (KKPM). Ponadto w latach 1977–1989 był pilotem wycieczek zagranicznych, organizowanych przez PTTK. Uczestniczył w wielu wycieczkach po Europie Zachodniej i Północnej oraz do Azji. Na początku lat 90. założył firmę świadczącą usługi przewodnickie. Zorganizował i prowadził liczne wyprawy po Europie oraz na Wschód.
Był gościem polskich programów telewizyjnych i radiowych (m.in. TVP1, TVP2, TVP Polonia, Polsat, TVN) oraz zagranicznych (w Chicago, Nowym Jorku, Kurytybie, Bratysławie, Delhi, Dyiarbakir). Ponadto w trakcie wędrówek po świecie wystąpił na sesji plenarnej UM Kurytyby oraz był przyjmowany m.in. przez: Jana Pawła II, ambasadora Iranu w Warszawie i Belgii w Brazylii, maharadżę Kolhapuru (w Indiach), szejków na Pustyni arabskiej, ks. Mariana Żelazka, ks. kard. Adama Kozłowieckiego, Prezydenta Moorei (w Polinezji Francuskiej), Prezesa Kongresu Polonii Amerykańskiej – Edwarda Moskala, w pałacu Rudolpha Valentino w Hollywood, wodza Apaczów Guerrerę, premiera Malezji w Kuala Lumpur.
Pochowany na cmentarzu Batowickim w Krakowie (kw. A9-5-45).

## Wyprawy
- 1992–1994. Wyprawa dookoła świata na trasie: Polska – Słowacja – Węgry – Rumunia – Bułgaria – Turcja – Iran – Pakistan – Indie – Sri Lanka – Australia – Nowa Zelandia – Hawaje – USA – Peru – Kolumbia – Brazylia – Paragwaj – Belgia – Niemcy – Polska[5].
- 1997–1998. Wyprawa przez Azję, Afrykę i Europę. Trasa: Polska – Białoruś – Rosja – Chiny – Laos – Tajlandia – Indie – Nepal – Kenia – Tanzania – Zambia – Zimbabwe – RPA – Polska[6].
- 1999–2000. Wyprawa dookoła świata na trasie: Polska – Kanada – USA – Meksyk – Polinezja Francuska – Tajwan – Indonezja – Singapur – Malezja – Tajlandia – Kambodża – Bangladesz – Indie – Polska[7].
- 2002–2003. Wyprawa dookoła świata na trasie: Polska – USA – Kanada – USA – Meksyk – Gwatemala – Honduras – Nikaragua – Kostaryka – Panama – Kolumbia – Ekwador – Peru – Boliwia – Argentyna – Chile – Tajlandia – Polska[8][9].

## Działalność patriotyczna
Władysław Grodecki był wychowany w duchu miłości do Boga i Ojczyzny. W czasie swych studiów na Politechnice Warszawskiej uczestniczył w strajku okupacyjnym. Następnie w czasie pracy zawodowej w Krakowskim Przedsiębiorstwie Geodezyjnym został szefem związków zawodowych. Od roku 1976 nieprzerwanie prowadzi działalność popularyzatorsko-oświatową w wielu różnych środowiskach (młodzieży szkolnej, przewodników, emerytów, robotników itd.), za co został nagrodzony m.in. odznaką Zasłużonego Popularyzatora Wiedzy TWP. W okresie „Solidarności” prowadził wykłady o charakterze patriotycznym w hotelach robotniczych Nowej Huty. Przez wiele lat, z ramienia Komitetu Opieki nad Kopcem Józefa Piłsudskiego, opiekował się kryptą Marszałka w katedrze wawelskiej. Po jednym z jego wykładów historycznych w krypcie, ówczesny metropolita krakowski Karol Wojtyła powiedział „tak mówić należy”.
W czasie stanu wojennego w mieszkaniu Władysława Grodeckiego istniał punkt kontaktowy (przywożona była „bibuła” z Gdyni, którą odbierali koledzy z Nowej Huty i odwrotnie). Prowadził wykłady o „Solidarności”, brał udział w manifestacjach patriotycznych w Krakowie, wykonując m.in. dokumentację fotograficzną. Wspierał uczestników strajku głodowego w kościele NMP w Bieżanowie Starym (m.in. umożliwił pobyt w swoim mieszkaniu przez 8 dni dwóm wycieńczonym uczestnikom głodówki). Za swoją postawę był wielokrotnie przesłuchiwany i szykanowany. Kilkanaście razy brał udział w Marszach Szlakiem I Kompanii Kadrowej, za co (po 10 marszach) został uhonorowany odznaką Uczestnikowi Marszu Kadrówki.
Po czerwcu 1980 roku, gdy Kopiec Józefa Piłsudskiego uznano za zabytek kultury i historii narodu, Władysław Grodecki zaangażował się w jego odnowę. Począwszy od 1988 r. przywoził ziemię, którą składano na kopcu (najpierw przywiózł ziemię z Cmentarza w Narviku, a później niemal co roku z kolejnych wypraw). Ogółem przywiózł ziemię z około 150 polskich cmentarzy rozsianych po całym świecie, grobów wybitnych Polaków oraz miejsc ważnych dokonań rodaków i pól bitewnych. Wielokrotnie pobraniu ziemi towarzyszyła msza święta i uroczystość patriotyczna. Za zaangażowanie w opiekę nad Kopcem został w 1997 r. odznaczony srebrnym medalem Opiekuna Miejsc Pamięci Narodowej.
Władysław Grodecki prowadził działalność patriotyczną również poza granicami kraju. Jednym z najważniejszych elementów każdej wyprawy było prezentowanie kultury Polski oraz Krakowa. Tradycyjną częścią podróży były wizyty w ośrodkach polonijnych, mediach i misjach. Działalnością tą zasłużył sobie Władysław Grodecki na miano „Wędrownego Ambasadora”. Najważniejszym jednak celem podczas wypraw było poszukiwanie śladów Polaków. Odwiedzał polskie cmentarze i pozostałości po obozach w których przebywali Polacy w czasie II wojny światowej i po jej zakończeniu. Zbierał dokumentację fotograficzną i naukową, a wyniki swych badań prezentował na licznych spotkaniach i odczytach w domach kultury, szkołach oraz na łamach prasy.

## Publikacje
Władysław Grodecki współpracował m.in. z czasopismami: „Płomyczek”, „Wzrastanie”, „Gazeta Polska”, „Dziennik Polski”, „Nasza Polska”, „Kurier Podlaski”, „Źródło”, „Salwator”, „Politechnik”, „Nasz Dziennik”, „Semestr”, „Droga”, „Super Express”, „Nowy Lud”, „Brat”, „GLOBTROTER”, „Dominik”, „PRO MEMORIA”, „Nowy Dziennik”.

## Nagrody i odznaczenia
- Odznaka honorowa „Za Zasługi dla Turystyki”
- Srebrny Medal „Opiekun Miejsc Pamięci Narodowej”
- Odznaka „Honoris gratia” za zasługi dla Krakowa
- Zasłużony Popularyzator Wiedzy TWP
- Medal 50–lecia PTTK

Źródło: